# Cantonul Saujon
Cantonul Saujon este un canton din arondismentul Saintes, departamentul Charente-Maritime, regiunea Poitou-Charentes, Franța.

## Comune
| Comune                | Populație (1999) | Cod poștal | Cod INSEE |
| --------------------- | ---------------- | ---------- | --------- |
| Balanzac              | 464              | 17600      | 17030     |
| Le Chay               | 717              | 17600      | 17097     |
| La Clisse             | 536              | 17600      | 17112     |
| Corme-Écluse          | 983              | 17600      | 17119     |
| Corme-Royal           | 1.538            | 17600      | 17120     |
| Luchat                | 356              | 17600      | 17214     |
| Médis                 | 2.624            | 17600      | 17228     |
| Nancras               | 567              | 17600      | 17255     |
| Pisany                | 449              | 17600      | 17278     |
| Sablonceaux           | 1.154            | 17600      | 17307     |
| Saint-Romain-de-Benet | 1.594            | 17600      | 17393     |
| Saujon                | 6.404            | 17600      | 17421     |
| Thézac                | 327              | 17600      | 17445     |